# Ondres
Ondres ist eine französische Gemeinde mit 6194 Einwohnern (Stand: 1. Januar 2022) im Département Landes in der französischen Region Aquitanien. Sie gehört zum Arrondissement Dax und ist Teil des Kantons Seignanx.

## Geografie
Ondres liegt an der Côte d’Argent (dt.: Silberküste), einem Küstenstreifen am Golf von Biskaya. Die Seenlandschaft in der Gemeinde wird durch das Flüsschen Anguillière gespeist. Umgeben wird Ondres von den Nachbargemeinden Labenne im Norden und Nordosten, Saint-Martin-de-Seignanx im Osten sowie Tarnos im Süden und Südosten. Im Westen liegt der Badestrand zum Atlantischen Ozean.
Durch die Gemeinde führen die Autoroute A63 und die frühere Route nationale 810. Der Bahnhof liegt an der Bahnstrecke Bordeaux–Irun.

## Bevölkerungsentwicklung
| Jahr      | 1962 | 1968 | 1975 | 1982 | 1990 | 1999 | 2006 | 2017 |
| Einwohner | 1419 | 1523 | 2073 | 2704 | 3100 | 3650 | 4244 | 5358 |

## Sehenswürdigkeiten
- Kirche Saint-Pierre

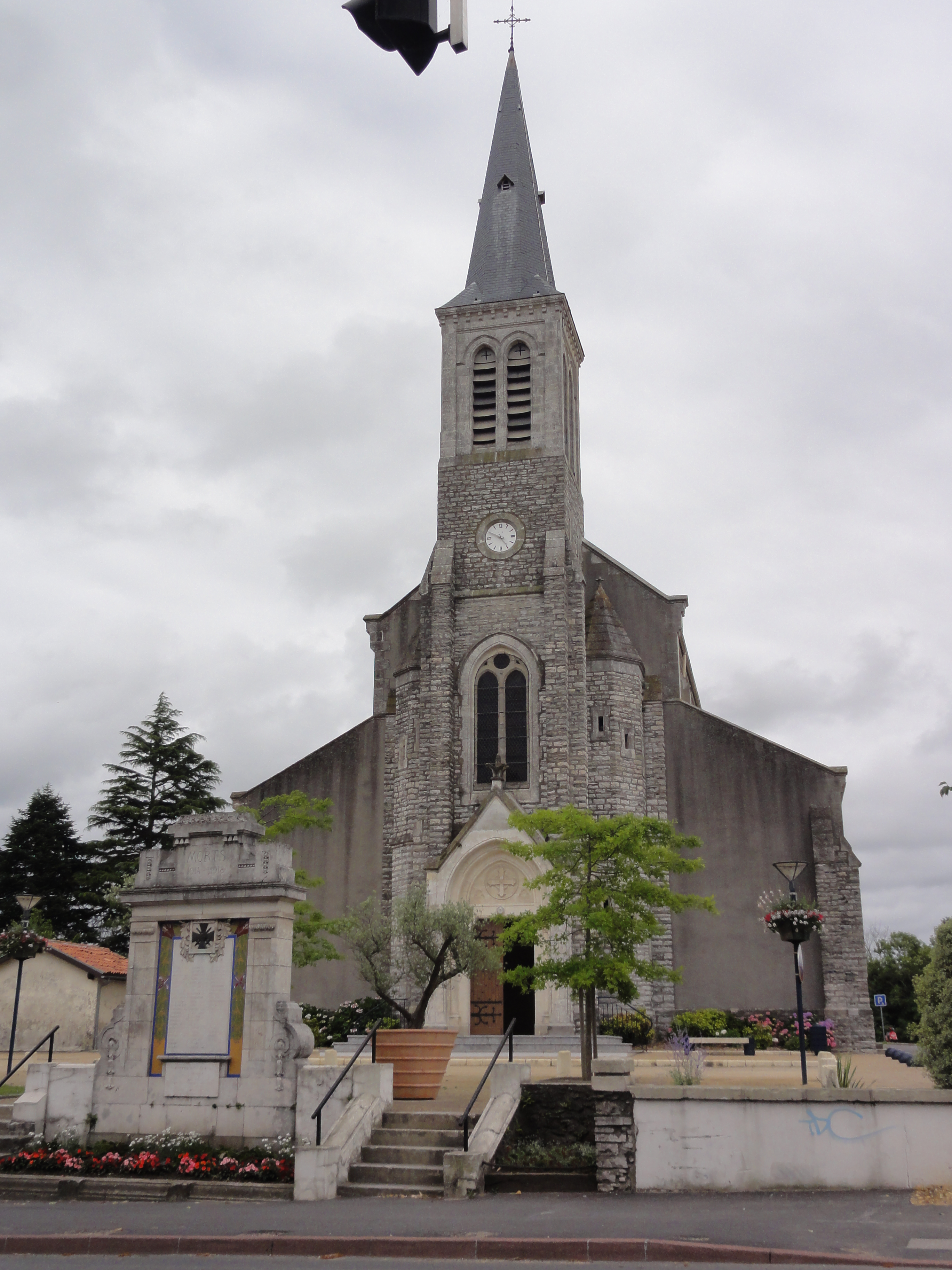
Kirche Saint-Pierre

- Schloss La Roque aus der Zeit um 1130
- Seenlandschaft mit dem Étang de Beyre, dem Lac de Garros, dem Lac du Turc und dem Lac de la Laguibe

## Gemeindepartnerschaft
Mit der spanischen Gemeinde La Rambla in Andalusien besteht eine Partnerschaft.